# Quint Considi (senador)
Quint Considi (llatí: Quintus considius) va ser un senador romà, citat per Ciceró per la seva integritat. Formava part de la gens Consídia, una gens romana d'origen plebeu.
L'any 70 aC va ser jutge de la denúncia d'Aulus Cluenci contra el seu oncle Opiànic, a qui acusava d'enverinar-lo, i també en el judici del fill d'Opiànic que acusava Aulus Cluenci també d'enverinament l'any 66 aC. En tots dos casos va ser considerat extremadament just. Quan es va jutjar a Verres l'any 69 aC, aquest no va voler acceptar Quint Considi com a jutge. Era molt ric, i va dedicar-se als préstecs, als particulars i a l'estat.
Quan Juli Cèsar era cònsol l'any 59 aC, era ja vell. Cèsar va exercir una gran pressió sobre el Senat i es va produir una forta discussió entre ell i Quint Considi. Considi es va protestar al cònsol perquè molts de senadors no havien arribat a la reunió del senat a causa de la por que tenien als seus soldats. Cèsar llavors li va preguntar per què no s'havia quedat a casa. Considi va respondre que, a causa de la seva vellesa, no tenia por de morir.